# Jeff Pinkner
Jeff Pinkner (né le 16 novembre 1964) est un scénariste et producteur américain.

## Biographie
Jeff Pinkner fait ses études supérieures à l'université Northwestern. Il se fait connaître comme scénariste pour son travail sur la série télévisée Alias. Il écrit ensuite des scénarios pour la 3e saison de Lost : Les Disparus avant de travailler de 2008 à 2012 sur la série Fringe, dont il est le showrunner, avec J. H. Wyman, à partir de la 2e saison. Il quitte cette série à l'issue de la 4e saison. En 2015, il est l'un des co-créateurs de la série Zoo.
Au cinéma, il participe à l'écriture des scénarios des films  The Amazing Spider-Man : Le Destin d'un héros (2014), La Cinquième Vague (2016) et La Tour sombre (2017).

## Filmographie

### Scénariste
- 1998-2000 : Profiler (série télévisée, 3 épisodes)
- 1999-2000 : Demain à la une (série télévisée, 3 épisodes)
- 2001-2006 : Alias (série télévisée, 12 épisodes)
- 2006-2007 : Lost : Les Disparus (série télévisée, 4 épisodes)
- 2008-2012 : Fringe (série télévisée, 25 épisodes)
- 2014 : The Amazing Spider-Man : Le Destin d'un héros
- 2015 : Zoo (série télévisée, 3 épisodes)
- 2016 : La Cinquième Vague
- 2017 : La Tour sombre
- 2017 : Jumanji: Bienvenue dans la jungle (Jumanji: Welcome to the Jungle) de Jake Kasdan
- 2018 : Venom de Ruben Fleischer
- 2021 : Cowboy Bebop (série télévisée)

### Producteur
- 2002-2006 : Alias (série télévisée, producteur délégué)
- 2006-2007 : Lost : Les Disparus (série télévisée, producteur délégué)
- 2008-2012 : Fringe (série télévisée, producteur délégué)
- 2015 : Zoo (série télévisée, producteur délégué)
- 2017 : La Tour sombre (producteur délégué)
- 2021 : Cowboy Bebop (série télévisée, producteur délégué)